# Anthomyia benguellae
Anthomyia benguellae är en tvåvingeart som beskrevs av Malloch 1924. Anthomyia benguellae ingår i släktet Anthomyia och familjen blomsterflugor. Inga underarter finns listade i Catalogue of Life.